# وينثروب جوردن
وينثروب جوردن (بالإنجليزية: Winthrop Jordan)‏ هو مؤرخ أمريكي، ولد في 11 نوفمبر 1931 في ورسستر في الولايات المتحدة، وتوفي في 23 فبراير 2007 في أكسفورد في الولايات المتحدة بسبب سرطان الكبد وتصلب جانبي ضموري.